# Dani kulture Roma
Dani kulture Roma, kulturna manifestacija koja promovira kulturno i tradicijsko naslijeđe romske manjine.
Manifestacija se održava u Zagrebu, u razdoblju između Svjetskog dana Roma (8. travnja) i Đurđevdana (6. svibnja). 
Organizator manifestacije je Romano centro. Program manifestacije čine predavanja upotpunjena, među ostalim, tribinama, izložbama, kazališnim predstavama, filmovima, koncertima.